# Socha svatého Judy Tadeáše (Ptenín)
Socha svatého Judy Tadeáše se nachází u silnice v obci Ptenín v okrese Plzeň-jih. V roce 1993 byla prohlášena kulturní památkou České republiky.

## Popis
Plastika světce v podživotní velikosti stojí na podstavci, na kterém je datace 1770. Světec stojí v kontrapostu s nakročenou a pokrčenou pravou nohou. Levá ruka je ohnutá v lokti a položena na hrudi. V ohnuté pravé ruce drží desku s obrazem Kristovy tváře. Hlava je mírně natočena vpravo a trochu zakloněna. Barokní socha je zhotovena z pískovce. Masívní hranolový podstavec je odstupňován a je v něm nápis:
| „ | S: IUDAS THADEUS A 1770 | “ |